# Deseret

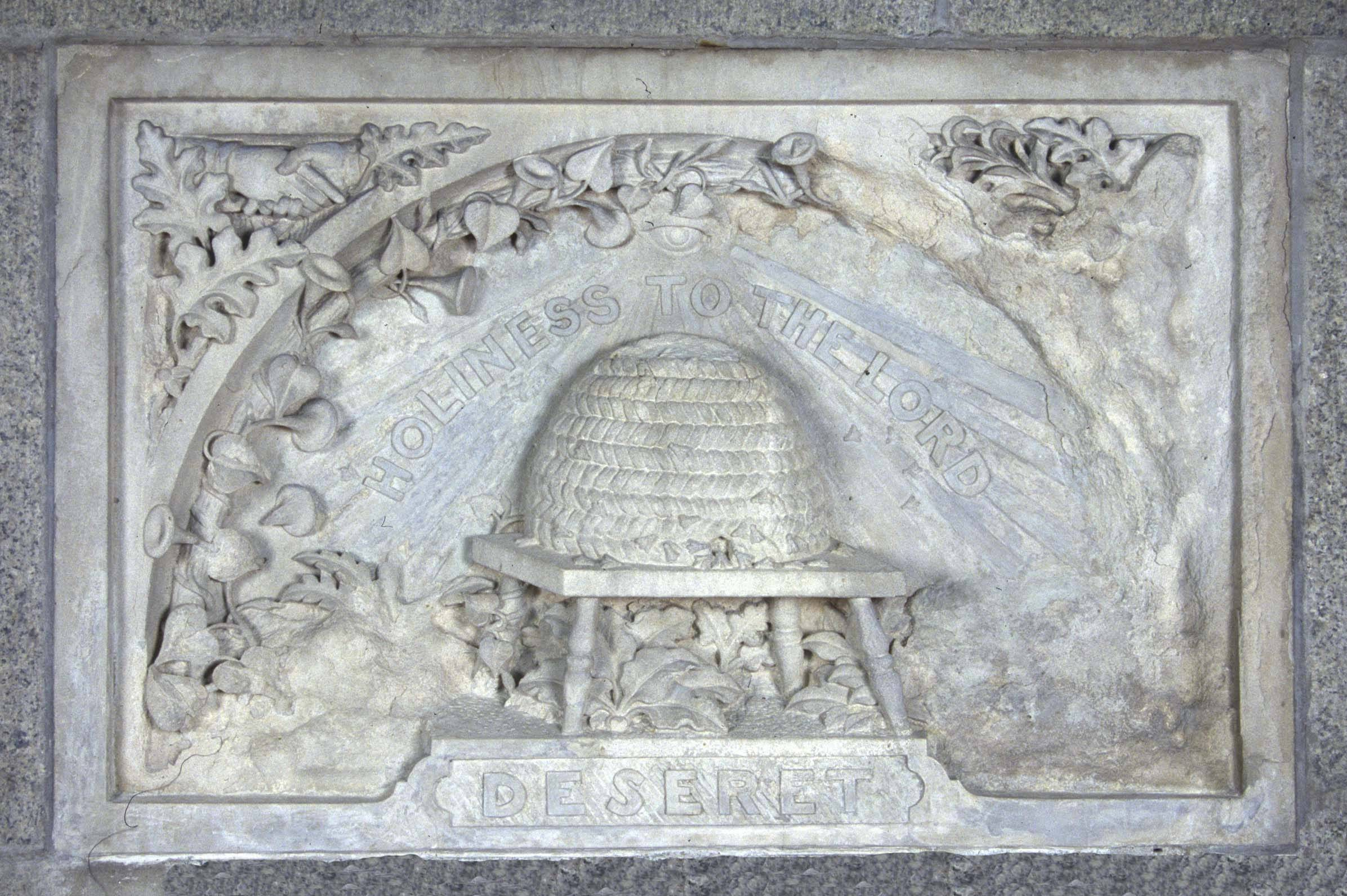
Deseret-Stein des Washington Monuments

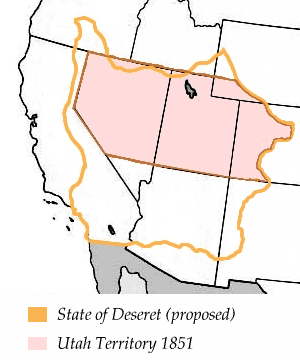
Das Utah-Territorium und der vorgeschlagene Staat Deseret

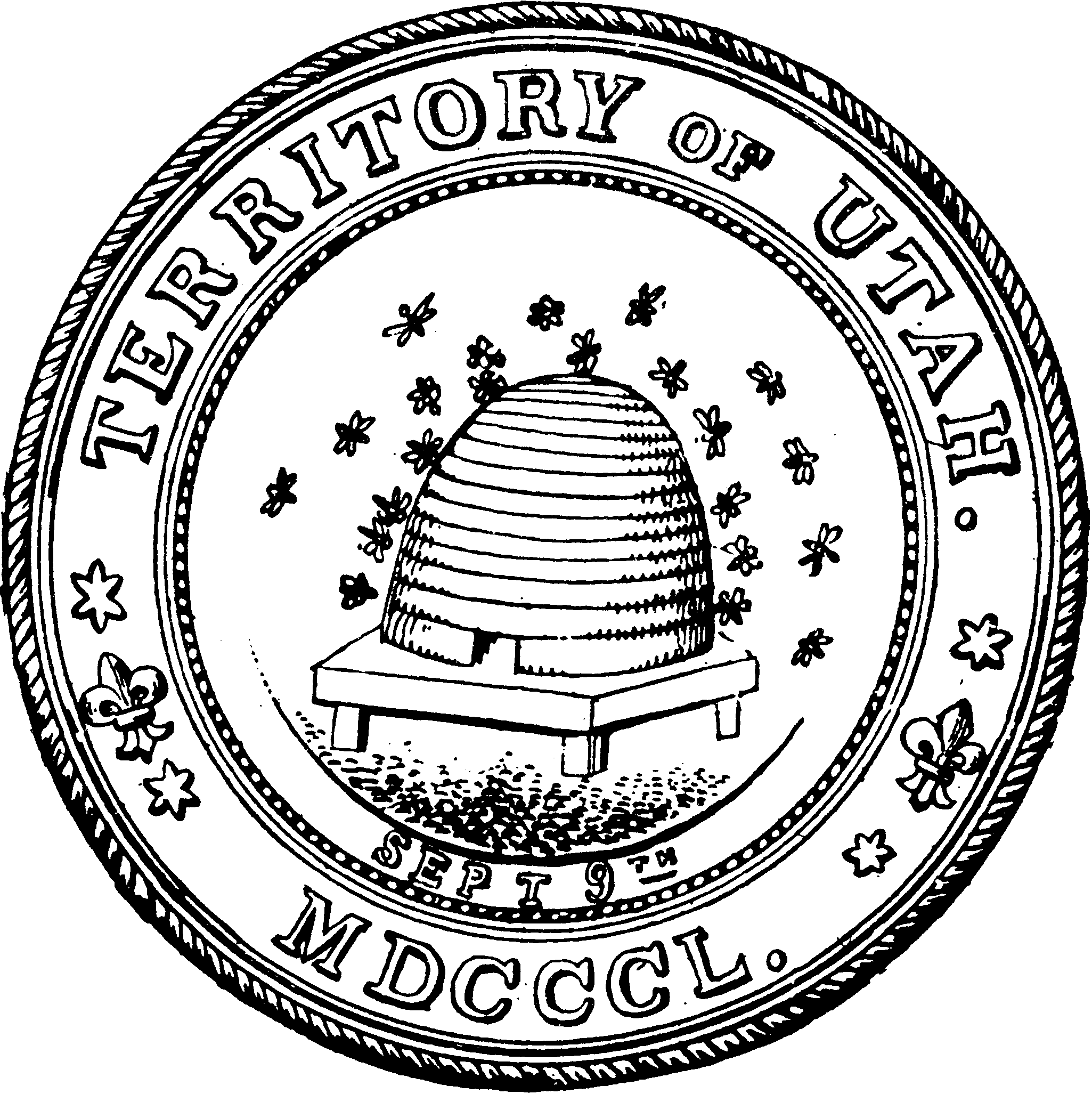
Historisches Wappen von Utah (1850)

Das Wort Deseret stammt aus dem Buch Mormon, wo es als „Honigbiene“ übersetzt wird.

## Etymologie
Da das Buch Mormon nach seiner Selbstaussage in „reformiertem Ägyptisch“ geschrieben wurde, hat man versucht, das Wort deseret mit altägyptisch dšrt /dešeret/ in Verbindung zu bringen, was allerdings nicht „Biene“ bedeutet, sondern die „rote Krone“ der Könige von Unterägypten.

## Symbolische Bedeutung
Ein Zitat aus dem Buch Mormon ist Anknüpfungspunkt für Bienenkorb-Darstellungen im Mormonismus: „Und sie nahmen auch Deseret mit, das ist, übersetzt, eine Honigbiene; und so nahmen sie Bienenschwärme mit sowie allerlei von dem, was es im Land gab, Samen jeder Art.“ Der Kontext macht klar, dass es um den Aufbruch in ein Land der Verheißung geht – ein Land, in dem nach biblischer Metaphorik Milch und Honig fließt. In Predigten der 1850er Jahre steht das Bienenvolk für die modellhafte Gesellschaft, die man neu aufbauen wollte. Das Bienenstock-Motiv kann aber auch eine Übernahme aus der Ikonographie der Stadt Ithaca durch die frühen Mormonen sein, die aus dieser Gegend stammten. Einige Konvertiten aus Kirtland, vor allem Isaac Morley, waren mit den Schriften des Sozialreformers Robert Owen vertraut, in denen das Bienenvolk gerne als Metapher für ein neues Wirtschaftssystem gebraucht wurde. Schließlich ist der Bienenstock auch ein freimaurerisches Symbol.

## Deseret als Territorium
Brigham Young, Präsident der Kirche Jesu Christi der Heiligen der Letzten Tage, nannte das von ihm und seinen Anhängern besiedelte Land in den Rocky Mountains das Territorium Deseret (engl. Deseret Territory). Er wollte damit symbolisieren, dass das bisher öde Land blühen und fruchtbar sein werde, wenn die Bewohner fleißig wie Honigbienen arbeiteten. Im Juli 1849 erarbeiteten Kirchenführer eine Konstitution für einen künftigen Staat Deseret, den sie der US-Regierung vorschlagen wollten. Die Grenzen dieses Staates sollten Oregon im Norden, der Green River im Osten, Mexiko im Süden und die Sierra Nevada im Westen sein.
Als Brigham Young infolge des Utah-Krieges als Gouverneur des Territoriums durch Alfred Cumming abgelöst wurde, wurde der Name abgeschafft, da er einerseits als zu spezifisch mormonisch empfunden wurde und andererseits dem englischen Wort „desert“ (Wüste) zu ähnlich ist. Das Territorium wurde danach nach dem dort ansässigen Indianerstamm der Ute „Utah“ genannt, was als Name auf den später aus dem Territorium hervorgegangenen Bundesstaat übertragen wurde.

## Deseret als Logo
An Deseret, die Honigbiene, erinnert noch der Bienenstock in Wappen und Flagge von Utah sowie Firmenbezeichnungen von meist mit der Kirche Jesu Christi der Heiligen der Letzten Tage verbundenen Unternehmen. Eine der großen Tageszeitungen in Salt Lake City, der Hauptstadt Utahs, heißt Deseret News. Der Name wird auch für das spezielle Mormonen-Alphabet, das Deseret-Alphabet, verwendet.